# تعهد نايتينجيل

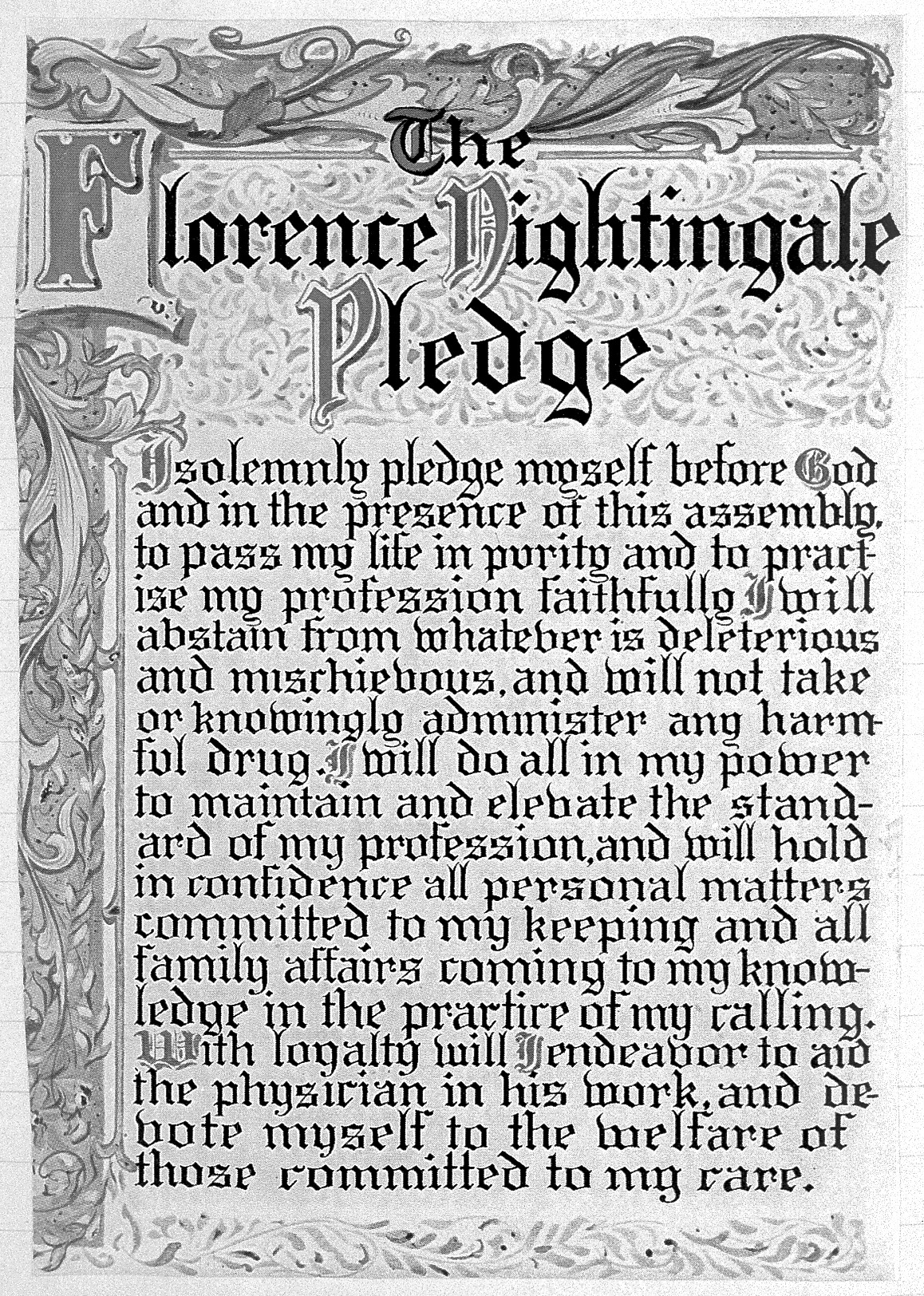

تعهد نايتينجيل هو النسخة المعدلة من قسم أبقراط الطبي، ألفته السيدة ليسترا إيجرت جريتر، ولجنة تابعة لمدرسة فاراند لتدريب الممرضات، في مدينة ديترويت في ولاية ميتشيجان عام 1893، وقد سُمي بذلك تكريمًا لـ فلورنس نايتينجيل 
ويعد «تعهد فلورنس نايتينجيل» من الإرث الأكثر دوامًا الذي خلفته لنا جريتر، وعلى الرغم من أنّها نسبت كل الفضل في كتابة التعهد - بشكل ينم عن تواضعها - للجنة التي كانت ترأسها، ألا أنّ العديد ممن كتبوا في السيرة الذاتية لجريتر يقولون إنّها كانت «الروح التي شجعت فكرة التعهد».
ويعد هذا التعهد أيضًا بيانًا يحوي أخلاق ومبادئ مهنة التمريض. وقد ضم تعهدًا «بالعزوف عن كل ما هو مؤذ وضار»، وكذلك «بالسعي بحماس لتمريض المعتلين، أينما كانوا، ومتى احتاجوا». وفي مراجعة تمت في عام 1953 للتعهد، قامت جريتر بتعميق دور الممرضين بإضافة قسم للتعهد، حتى يصبح الممرضون «رسُلاً للصحة» مكرسين لتطوير «الرفاهية البشرية»، وهو ما يعني تخطي دور الرعاية السريرية الذي يقوم به الممرضون إلى نهج يشمل الصحة العامة.
وحتى السبعينيات من القرن العشرين، كان التعهد يتم إلقاؤه رسميًا في حفلات التخرج أو «استقبال العمل» في كل أرجاء قارة أمريكا الشمالية. وفي العقود الأخيرة، أصبح يتم إلغاء التعهد أو إحداث تغيرات جذرية به، بسبب إشارته لتقديم الولاء إلى الأطباء. ومهنة التمريض هي مهنة مستقلة، وأي تعهد بالولاء فيها يكون لحماية المريض، حتى ولو كان في ظل معارضة الطبيب.

## نص التعهد الأصلي
أتعهد بنفسي رسميًا أمام الله، والحاضرين في هذا المجلس؛

بأن أقضي عمري في نقاء وطهارة، وأن أمارس مهنتي بكل إخلاص.

وأن أمتنع عن كل ما هو ضار ومؤذ وألا أتناول أو أعطي أي عقارٍ ضارٍ بمعرفتي.

وأن أبذل قصارى جهدي للحفاظ على مستوى مهنتي والارتقاء به، وأن أرجئ بلا تردد كل أموري الشخصية المفروضة علي تجاه عائلتي ومن هم تحت رعايتي، إذا نمت إلى علمي في أثناء ممارسة عملي.

وأن أجتهد بكل ولاء في مساعدة الأطباء في تأدية عملهم، وأن أتفانى في توفير الرفاهية لكل من هم تحت رعايتي.